# Молборо: његов живот и време
Молборо: његов живот и време је био панегирик, биографија, коју је Винстон Черчил написао о Џон Черчилу, првом војводи Молброа. Черчил је био његов потомак.
Књига се састоји од четири тома, од којих се први појавио у октобру 1933. (557 страна, 200.000 речи). Други томови су издати 1934, 1936. и 1938. године, а издавач је Џорџ Г Хароп, који је 1929. године договорио аванс од 10,000 £ за издавачка права. Амерички издавач, Скрибнер, је платио аванс од 5000 £ за издавачка права у САД. У то време Черчил је предвиђао да ће написати од 180.000 до 250.000 речи које ће бити објављене у два тома. Први том се продао у 17.000 примерака, други у 15.000 и трећи и четврти  у 10.000.
Черчил је конципирао идеју писања књиге 1929. године, када је пораз на општим изборима значио да он више није министар у влади, дајући му слободно време, али доносећи губитак његове министарске плате. Његов први чин у припреми ове књиге био је да се запосли Морис Ешли, за плату од 300£, да спроведе истраживање о Молбороу. Ешли је касније написао и своју биографију Молбороа 1939. године. Черчил је са осталим помоћницима писао и објавио велики број различитих историјских књига, док је рад на Молбороу био у току. Черчил се писању Молбороа озбиљно посветио после ускрса 1932. године, после притиска његових издавача. Његов почетни нацрт је усвојио Едвард Марш, који је био његов приватни секретар док је био министар у влади, са упутством да пази на понављања, досадне одломке и неспретне реченице.
У предговору првог тома, Черчил пише "Моја нада је да се сетимо ове велике сенке прошлости."
Черчил је био скептичан према тврдњи да је Молборо имао 17 или 18 година када је постао љубавник краљеве љубавнице, али је прихватио да је то постао касније, када је имао око 20. година. Године 1675., он је упознао Сару Џенингс, која је тада имала 15 година, оженио се са њом и живео са њом до краја живота. Обоје су имала друштвени статус, али нису имали много новца. Черчил је видео сличности између свог претка и себе.

## Критички осврт
Преглед књиге је објавио Рој Џенкинс у својој биографији Черчила. Он је сатрао да је прво поглавље био помало досадан опис Молборових предака, али остатак је био узбудљив опис обнове Енглеске и Европе у време Чарлса II. Међутим, Џенкинс примећује тенденцију Черчила да буде претерано критичан према Лују XIV.